# Nokia X6
Nokia X6 (hay Nokia X6-00) là một định hướng âm nhạc điện thoại thông minh màn hình cảm ứng điện dung và thiết bị giải trí cầm tay của Nokia đã được công bố vào đầu tháng 9 năm 2009 trong Nokia World 2009 ở Đức.
X6 thay thế Nokia 5800 như là mô hình âm nhạc hàng đầu của Nokia. Cả hai khe cắm vẫn còn thấp hơn một số mô hình màn hình cảm ứng hi-end như Nokia N97.
X6 và Nokia X3-00 là thiết bị đầu tiên trong Nokia Xseries mới được cài đặt. Trước khi Xseries, thiết bị được thương hiệu trung tâm âm nhạc của Nokia XpressMusic.
X6 ban đầu bao gồm Ứng Với chương trình Âm nhạc và giấy phép cho tải miễn phí không giới hạn từ Nokia Music Store.Đi kèm với phiên bản Âm nhạc xuất xưởng vào cuối năm 2009 với giá bán lẻ ước tính 529,99 hoặc € 605 bảng Anh.

## Phần Cứng Sửa Đổi
Một phiên bản mà không có Comes With hỗ trợ âm nhạc tại 200 € ít được phát hành vào ngày 23 tháng 2 năm 2010. Phiên bản này có 16 GB lưu trữ on-board. Một biến thể khác rẻ hơn của X6 cũng không có Comes With hỗ trợ âm nhạc được phát hành bởi Nokia vào giữa năm 2010. Phiên bản này có 8 GB lưu trữ on-board và được phát hành ở châu Á và Bắc Mỹ. Phiên bản 32GB không được phát hành ở Ấn Độ thay vì 8GB và 16GB phiên bản được cung cấp với Ovi cung cấp nhạc không giới hạn.

## Xuất Hiện
X6 là đáng chú ý cho cơ thể mỏng hơn của nó so với 5800 (13,8 mm) và 35 giờ nghe nhạc liên tục. Đối với mạng xã hội, hỗ trợ dễ dàng truy cập Facebook, MySpace, Ovi, Yahoo IM, YouTube, VK, Windows Live và nhiều hơn nữa.

## Các tính năng
- WCDMA, GPRS / EDGE, HSDPA lên đến 3,6 Mbit / s
- Kích thước: 111 × 51 × 13,8 mm
- Màn hình: 3.2-inch (8,1 cm) 16: màn hình rộng nHD, 231 ppi, cảm ứng điện dung.
- Màn hình chống xước
- Tích hợp và sự hỗ trợ GPS
- Camera 5 megapixel với tiêu cự tự động và ống kính Carl Zeiss, đèn flash LED kép
- Tốc độ cao kết nối Micro-USB (ổ cắm Micro-B)
- Mạng LAN không dây (WLAN)

## Các dịch vụ khác, các tính năng hoặc ứng dụng
- Hình ảnh và video biên tập viên, trung tâm video, Chia sẻ trực tuyến, Download (Ovi Store không được hỗ trợ), Email Cài đặt wizard, Switch, Playlist DJ, Nokia Maps 3.0, trò chơi Spore nhúng phí bảo hiểm, Online Tìm kiếm, Email khách hàng
- OVI dịch vụ Nokia Music Store, Ovi Store, Nokia Messaging, Ovi Maps, Ovi Share, Ovi Contacts, Ovi tập tin, Ovi Suite 1.1 cho máy tính
- Tải về Symbian (sis), ứng dụng Java, và các vật dụng
- 3 trò chơi bao gồm: Spore của EA, Asphalt4 và DJ Mix Tour của Gameloft

## Hoạt động
- Thời gian đàm thoại: Lên đến 9 giờ
- Thời gian chờ: Lên đến 406 giờ
- Nghe nhạc: đến 35 giờ
- Xem lại video: lên đến 4 giờ

## Firmware updates
Cập nhật phần mềm mới đã được phát hành cho Nokia X6-00, phiên bản 40.0.002, [5] có mang lại một phiên bản mới của Ovi Maps, Ovi Store, cải thiện trình duyệt và trò chuyện được cải thiện trong Danh bạ Ovi.
New web trình duyệt phiên bản 7.3.1.33
Cập nhật thư cho Exchange
cập nhật Shazam
khả năng sử dụng cải tiến
Smileys trong Nhắn tin
Swipe để mở khóa màn hình và các phím
Tuy nhiên, các bản cập nhật không thể thông qua điện thoại và yêu cầu một máy tính Windows để thực hiện. Đây sợi Linux người dùng không thể cập nhật firmware.

## Xem Thêm
- Nokia Maps
- Nokia PC Suite
- Nokia Software Updater

## Liên Kế Ngoài
Tư liệu liên quan tới Nokia X6 tại Wikimedia Commons